# Гарлип
Гарлип (нем. Garlipp) — община в Германии, в земле Саксония-Анхальт. 
Входит в состав района Штендаль. Подчиняется управлению Бисмарк/Кледен.  Население составляет 201 человек (на 31 декабря 2006 года). Занимает площадь 6,85 км².